# ピアノと管絃楽のための「リトミカ・オスティナータ」
ピアノと管絃楽のための「リトミカ・オスティナータ」（Ritmica ostinata per pianoforte ed orchestra）は、伊福部昭が作曲したピアノ協奏曲。1961年に完成。1969年に最初の改訂、次いで1971年に改訂。同時に2台ピアノのために編曲。1楽章形式。
リトミカ・オスティナータとは、「執拗に反復する律動」という意味である。文字通り、五拍子や七拍子といった日本語の韻文の奇数律動の反復を基礎として、六音音階による旋律が展開するダイナミックな楽曲である。中国で見た四方の壁全面に仏像がはめ込まれた堂の迫力と感動が、創作のヒントとなったという。
初演は1961年10月9日、東京交響楽団の定期演奏会にて、上田仁指揮、金井裕のピアノによって行われた。
戦災によって楽譜が失われていた『ピアノと管絃楽のための協奏風交響曲』（1941年）から一部を引用している。これはもう一つの代表作『シンフォニア・タプカーラ』（1954/1979年）にも同じことが言える。後に『協奏風交響曲』は1997年にNHKの資料庫からパート譜が揃って発見され、蘇演された。
長らく前述の初演稿、及び1971年改訂の現行稿の二版が確認されていたが、2016年に1969年再演の実況録音が公開。その内容から両者と異なる編曲で演奏されていたことが判明した。よって当曲は2017年現在1961年初稿、69年再演稿、71年最終稿の三版の存在が確認されている。

## 編成
フルート2、ピッコロ、オーボエ2、イングリッシュホルン、クラリネット2、バスクラリネット、ファゴット2、コントラファゴット、ホルン4、トランペット3、トロンボーン2、バストロンボーン、チューバ、ティンパニ、トムトム、クラベス、カウベル、コンガ、キューバン・ティンバレス、ハープ、独奏ピアノ、弦楽五部。

## 曲の構成
1楽章形式。